# Carlos (Minnesota)
Carlos és una població dels Estats Units a l'estat de Minnesota. Segons el cens del 2000 tenia 329 habitants.

## Demografia
Segons el cens del 2000, Carlos tenia 329 habitants, 140 habitatges, i 89 famílies. La densitat de població era de 270,3 habitants per km².
Dels 140 habitatges en un 29,3% hi vivien nens de menys de 18 anys, en un 53,6% hi vivien parelles casades, en un 7,9% dones solteres, i en un 36,4% no eren unitats familiars. En el 29,3% dels habitatges hi vivien persones soles el 13,6% de les quals corresponia a persones de 65 anys o més que vivien soles. El nombre mitjà de persones vivint en cada habitatge era de 2,32 i el nombre mitjà de persones que vivien en cada família era de 2,88.
Per edats la població es repartia de la següent manera: un 22,2% tenia menys de 18 anys, un 12,5% entre 18 i 24, un 26,7% entre 25 i 44, un 21,6% de 45 a 60 i un 17% 65 anys o més.
L'edat mediana era de 37 anys. Per cada 100 dones de 18 o més anys hi havia 101,6 homes.
La renda mediana per habitatge era de 38.125 $ i la renda mediana per família de 44.250 $. Els homes tenien una renda mediana de 22.283 $ mentre que les dones 19.250 $. La renda per capita de la població era de 21.495 $. Cap de les famílies i el 4,4% de la població estaven per davall del llindar de pobresa.

## Poblacions més properes
El següent diagrama mostra les poblacions més properes.